# Francesco Illy
Francesco Illy (ur. jako Illy Ferenc 7 października 1892 w Temesvárze, zm. 22 października 1956 w Trieście we Włoszech) – włoski wynalazca i przedsiębiorca pochodzenia węgierskiego.

## Życiorys
Jego ojciec János Illy był stolarzem węgierskiego pochodzenia, a matka Aloisia Rössler miała niemieckie pochodzenie. Dorastał w Temesvárze. Ukończył szkołę podstawową przy miejscowym pijarskim liceum {Temesvári Piarista Gimnázium}, a w 1904 r. ukończył szkołę zawodową.

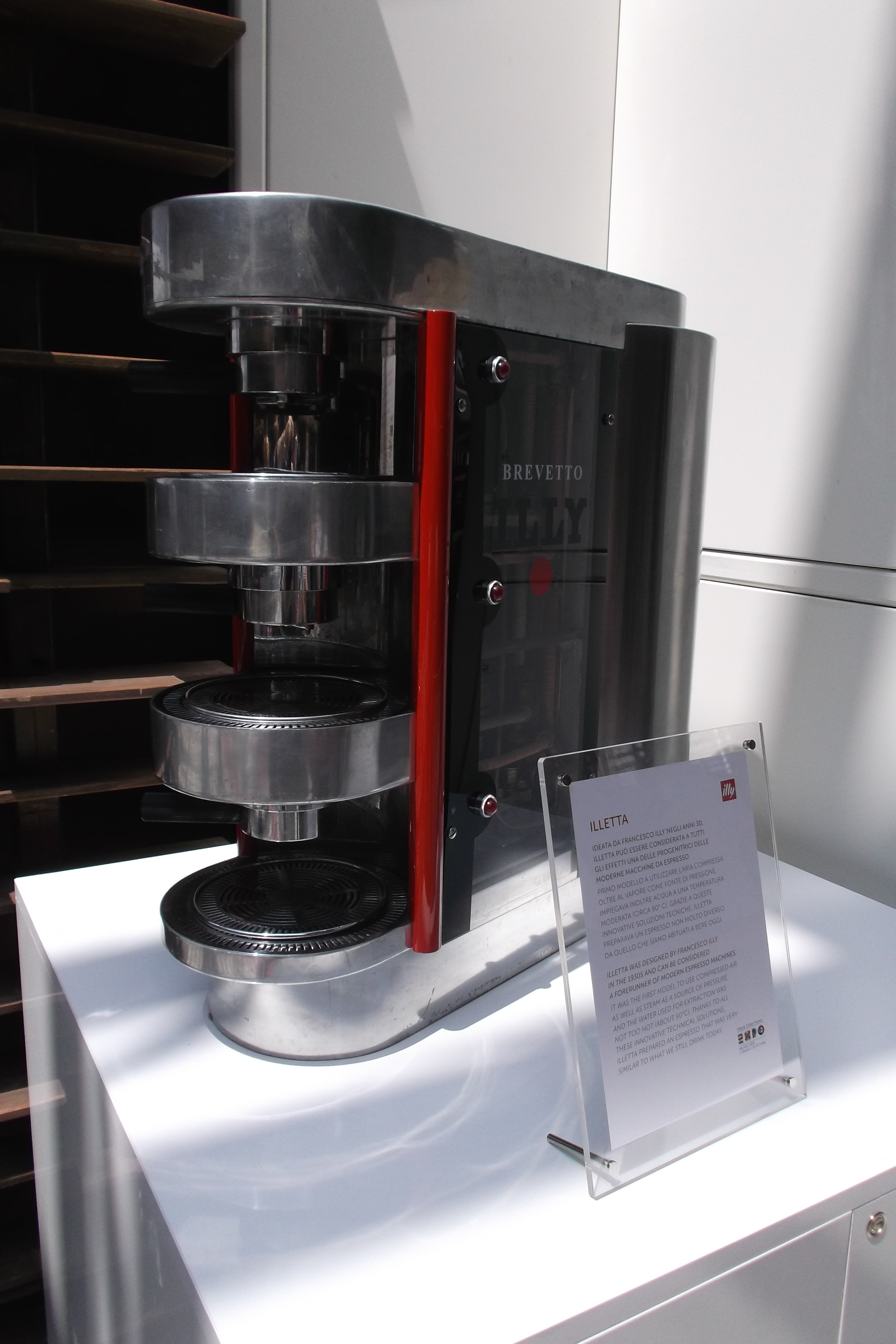
Ekspres do kawy Illetta

Logo firmy Illy

W wieku 22 lat został powołany do armii austro–węgierskiej i od 1914 r. walczył na wielu frontach I wojny światowej, w tym m.in. w bitwach pod Kraśnikiem i nad Isonzo. Po wojnie pozostał w Trieście i tam się ożenił. Za żonę pojął Vittorię, włoską nauczycielkę gry na fortepianie, niemiecko–irlandzkiego pochodzenia, z którą miał dwoje dzieci: Ernesta i Heddę. Pracował w firmie handlującej kakao i kawą oraz zajmującej się paleniem kawy. Stąd wziął się jego pomysł: wynalazł próżniowe pakowanie świeżo palonej kawy, do czego użył specjalnych metalowych pudełek. Dzięki temu kawa nie musiała być palona w obecności klienta, a zapakowana w ten sposób, zachowywała swój aromat i zapach przez dłuższy czas. Sekretem metody Franceska Illy’ego było to, że zastępował tlen obecny w kawie azotem pod wysokim ciśnieniem, dzięki czemu świeżo palona kawa zachowywała swój pierwotny stan, ponieważ jej aromaty nie ulegały utlenieniu.
W 1933 r. Illy założył firmę illycaffè S.p.A., a następnie w 1935 r. poddał ochronie patentowej, pod nazwą Illetta, swój wynalazek – pierwszy na świecie automatyczny ekspres do kawy zasilany parą wodną pod wysokim ciśnieniem. Illettę można uznać za prekursorkę nowoczesnych ekspresów do kawy, za pomocą których powstaje słynna włoska kawa espresso. Firma Illy jest nadal w rękach trzeciego pokolenia jego potomków. Francesco Illy zmarł w 1956 r. w Trieście we Włoszech.
Biznes prowadził jego syn Ernesto Illy, który był chemikiem spożywczym i po II wojnie światowej został menedżerem Illycaffè. Całe życie poświęcił naukowym badaniom kawy i espresso. Zdobytą wiedzą dzielił się w międzynarodowych organizacjach naukowych i publikacjach. Z jego inicjatywy powstał także Uniwersytet Kawy (Universitá del Caffe).

## Upamiętnienie
W 2013 r. został pośmiertnie honorowym obywatelem swojej rodzinnej Timișoary.
Planuje się też urządzić kawiarnię nazwaną jego imieniem w jednej z wież ciśnień rodzinnego miasta.